# Symphonie celtique : Tír na nÓg
Albums de Alan Stivell
International Tour: Tro Ar Bed
(1979) Terre des vivants : Bed an dud vew
(1981)
Singles
La Symphonie celtique (sous-titrée Tír na nÓg) est le douzième album original d'Alan Stivell et son neuvième album studio, paru en décembre 1979 sous la forme de deux 33 tours. L'œuvre concept présente trois tensions superposées à l'intérieur de chaque individu : « la tension individuelle du dépassement de soi, la tension communautaire vers un monde meilleur, sinon parfait, la tension universelle vers l’Absolu, l’Infini, Dieu ». Alan Stivell évoque, comme en rêve, cette harmonie, ce paradis Tír na nÓg. Dans la mythologie celtique irlandaise, Tir na nOg c’est la « Terre des Jeunes », un des noms de l'Autre Monde, le Sidh.

## Présentation de l'album
«  Symphonie celtique, je sais, ça fait prétentieux, mais quel nom donner à une œuvre d'une heure et demie, composée de trois grands mouvements, jouée par 75 musiciens et choristes, dont l'influence principale est celtique ? [...] Le qualificatif "celtique" détermine donc une influence centrale et me délivre de toute obédience stricte aux règles de la symphonie classique nées autour des cours d'Europe centrale, très loin de nos îles et péninsules bleu-vertes  [sic]. L'influence celtique prédominante marque l'endroit où je vis et les gens qui m'entourent directement.

De nationalité bretonne, je suis citoyen du monde. J'essaye d'exprimer un monde sans frontières, mais divers ethnoculturellement, un monde d'échanges, de frottements et de métissages, mais sans domination ni uniformisation ; d'ailleurs, il ne peut y avoir métissage que si des différences persistent. [...] Ces inter-influences sont l'immense chance de notre époque, cette meilleure connaissance des autres pourrait amener le respect de l'autre. [...] La tension entre influences et maintien des différences est une dialectique créatrice. N'ayons pas peur de cette évolution.
Dans cette symphonie, j'ai voulu aussi faire appel aux cultures minoritaires qui sont proches des Celtes par l'antiquité, par nos intervalles de son, nos gammes, nos modes de pensée, par nos rapports entre personnes, nos rapports avec la nature et le cosmos, par notre haine pour l'État. Leur cohabitation dans ce disque émet des parfums de paradis perdu.
En ce qui concerne les influences celtiques, elles sont plus particulièrement du Vannetais (Bro-Gwened), de la Haute-Cornouaille (Kernew-uhel), de la musique de bagad, de la musique médiévale de harpe et du pendillon gallois, du Pìobaireachd (musique classique de cornemuse), du Donegal, des îles Hébrides. »
— Alan Stivell, 1979, extrait du texte accompagnant le disque

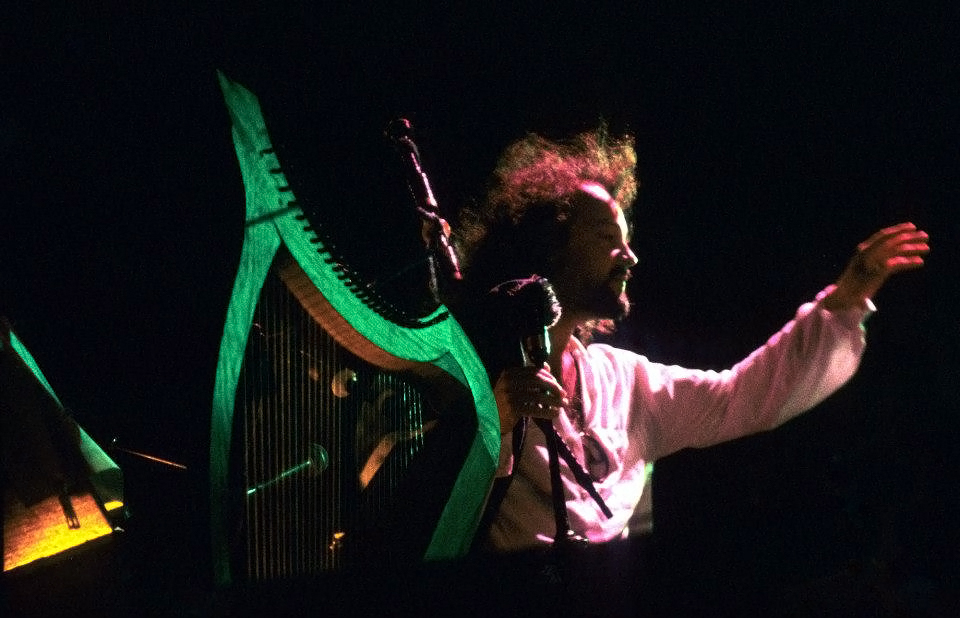
La Symphonie celtique est jouée pour la première fois à Lorient le 3 août 1980.

Les rapports de la musique celtique avec la musique orchestrale ne sont pas nouveaux, mais le projet d'Alan Stivell allait au-delà du mélange musique traditionnelle celte/classique, puisqu'il incorporait également des éléments pop, jazz-rock et autres. La « Symphonie celtique », commencée selon ses propres dires en 1959 et enregistrée en 1979, constitue l'aboutissement de fusions musicales (celtique, world, bretonne, classique, ambiant, folk-rock...). Dans Racines interdites (1979), Alan Stivell écrivait à propos de la symphonie : « Je songe à une synthèse de toutes les musiques du monde qui exprimerait l'universel et la différence. Je vis en Bretagne. Avec la claire conscience de l'univers entier présent autour de moi. Ma symphonie celtique sera un spectacle total. » Elle a été jouée au festival interceltique de Lorient en 1980, le tremplin d’autres grandes productions similaires.
Dans cette symphonie, Stivell présente sa recherche spirituelle ou métaphysique, qu'il cerne « avec autant d'intelligente réflexion que d'exaltation lyrique, l'une modérant l'autre afin de demeurer dans le plus parfait équilibre ». Le double album est donc divisé en trois sections : Kelc' h Unan (premier cercle, 20:45), Kelc' h Daou (deuxième cercle, 19:13), Kelc' h Tri (troisième cercle, 31:14). L'analyse peu se faire au niveau d'une personne (les étapes d'une vie), d'un peuple (l'histoire des Celtes et de la Celtie) ou du monde (cycles de la Terre).

### Le « Tir na nog »

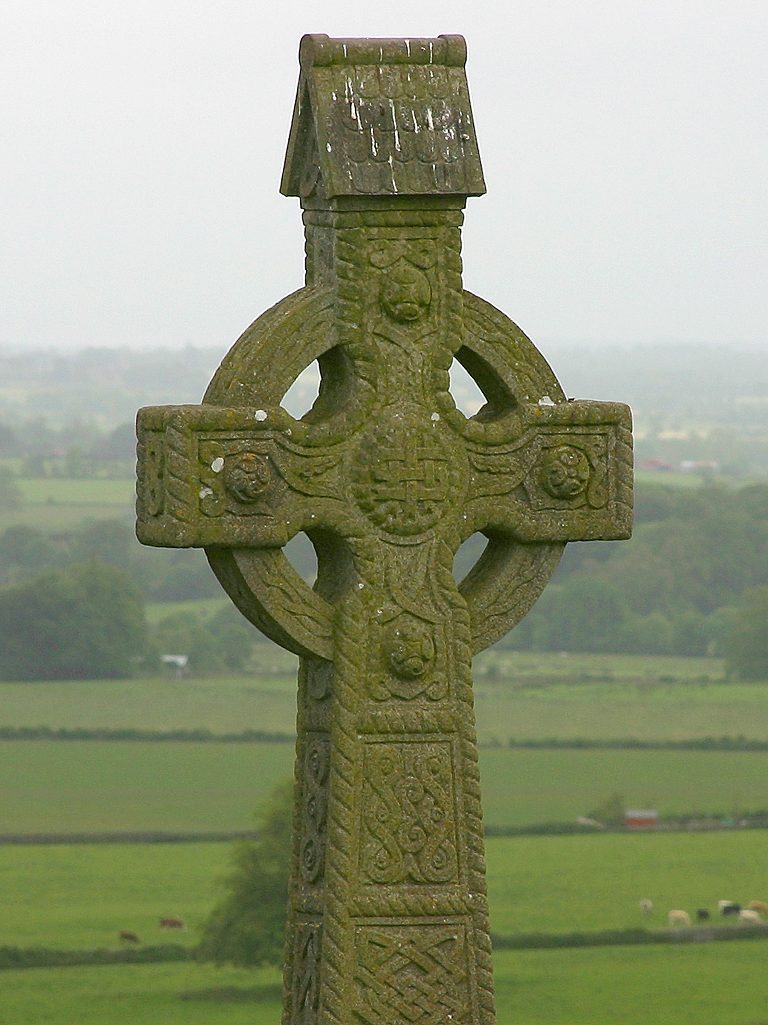
Haute croix celtique au Rock of Cashel.

Tír na nÓg signifie en gaélique la « Terre de l'éternelle jeunesse », l'un des autres mondes de la mythologie celtique irlandaise, parallèles à celui des hommes, mais parfois situés à l'ouest de l'Irlande, où ils ne pénètrent que très rarement, à l'occasion de voyages initiatiques - au risque de perdre leur condition humaine, car le temps y est suspendu. Cette terre a été décrite par les premiers moines celtes qui se déplaçaient beaucoup. Le terme Sidh englobe tout à la fois le royaume des morts et la demeure des dieux (Annwvyn pour les brittoniques). Il existe d'autres noms de lieux de séjour après la mort : Emain Ablach (l'île des pommes), résidence des dieux de l’Autre Monde, Avalon (Gwenva, Gwenved pour les brittoniques).
On trouve ce lieu mythique notamment dans la série des Immrama ou Navigations - l'un des Cycles (christianisé dans le cadre très particulier du monachisme irlandais, espace de rencontre entre la tradition populaire et la culture dite savante) de la littérature médiévale irlandaise, elle-même prolongement de la tradition orale. Ces itinéraires ont été étudiés dès 1930 par St John D. Seymour ou en 1950 par H.R. Patch (Cambridge) et Jacques Le Goff a écrit un intéressant chapitre sur les « Voyages dans l'au-delà » dans son ouvrage sur L'Imaginaire médiéval paru chez Gallimard en 1985. Il y évoquait des séjours effectués dans des « îles peuplées d'êtres surnaturels, monstrueux ou féeriques, de merveilles effrayantes ou séduisante semées dans des mers pleines de monstres et d'épreuves, monde des morts mais où la jeunesse l'emporte souvent sur la peur ou le mal »

### Parution et réception médiatique et populaire
Le double 33 tours sort en décembre 1979 en France chez CBS Records et en janvier 1980 en Espagne chez Guimbarda (Sinfonía Celta). Il sort aux États-Unis en 1984 sous le titre Celtic Symphony chez Rounder Records (disque et CD). Dreyfus Records le réédite en CD en 1988. Distribué dès sa sortie en Allemagne par Metronome, il est redistribué par Membran en 2011.
« Du grand Stivell ! », lira-t-on dans la presse à sa sortie. Sur le site AllMusic, il est écrit en anglais : « La musique est sublime et profonde, déferlant et bourdonnant par moments avec des voix et des instruments massés, à d'autres moments en retraits sur les passages doux, calmes, lyriques. [...] À ce jour, c'est l'opus magnum de Stivell ». En 1983, le magazine Paroles et Musiques no 27 consacre un riche dossier illustré au musicien, Erwan Le Tallec revenant sur sa discographie. À propos de la Symphonie celtique, il écrit notamment : « Stivell montre ici qu'il est un musicien d'instinct, d'une invention rare, affirmant beaucoup de présence, de densité et fatalement "d'humanité" [...] Une musique tour à tour acide et chaleureuse, violente et nostalgique, d'une facilité d'écoute inattendue, d'une grande diversité de langage. [...] Bref, une émotion assez extraordinaire ». Mais le chanteur tempère aussitôt, dans le même journal : « Ce n'est qu'une première interprétation et donc on ne peut pas juger uniquement sur ce disque. Il aurait fallu un temps de préparation beaucoup plus long. Finalement, je suis toujours un peu mécontent de mes disques, j'ai à chaque fois l'impression d'avoir réalisé simplement une très bonne maquette. » André-Georges Hamon voit en cette œuvre « magnifique » et « indispensable » un « aboutissement provisoire d'une lutte culturelle essentielle car elle ouvre sur « la seconde spirale de sa quête », celle qui lui permet de partir à la recherche d'une certaine vérité humaine et musicale dans une « dialectique créatrice »... »
Stivell, plus en retrait en France, atteint une portée européenne puis mondiale. Les radios libres italiennes diffusent sa musique, ce qui l'amène à jouer dans la foulée devant 11 000 personnes à Rome et 14 000 à Milan (dont la moitié payantes). En Espagne, le magazine Espanà considère que « Stivell a donné le résultat d'un disque qu'il faut absolument posséder »,. En Grande-Bretagne, Andy Morgan pense que « Le développement créatif de Stivell a atteint son apogée avec la Symphonie Celtique. Elle est l'expression ultime de tout ce que Stivell a ressenti au sujet de ses racines celtiques et de leur place dans un contexte culturel plus large. »

## Caractéristiques artistiques

### Analyse musicale
La création s'ouvre au rythme d'une pulsation cardiaque sourde ; c'est le voyage introspectif du dépassement de soi, la tension individuelle. Un voyage universel qui s'achève inévitablement en turbulences apocalyptiques, guerre atomique, cataclysme universel, règne de la mort. Le second mouvement, après une reprise de conscience douloureuse mais collective, se fait plus allègre ; c'est la quête de l'île-paradis, la recherche de l'absolu pour une harmonie parfaite. Effets sonores, recherches rythmiques, prennent toute leur signification sous les doigts du harpiste. La troisième et dernière étape (découverte du paradis) est empreinte de solennité, ou plutôt de recueillement. Des pièces de style populaire, des musiques expressives ; c'est la fête universelle dans l'harmonie retrouvée, la joue de la danse, la célébration du rythme. Il y circule une vie frémissante et la danse générale atteint à la frénésie. Un point d'interrogation demeure cependant, le point final : quelques mesures d'un pibroc'h étonnamment mesuré après ce délire de la danse.

### Description des «cercles»

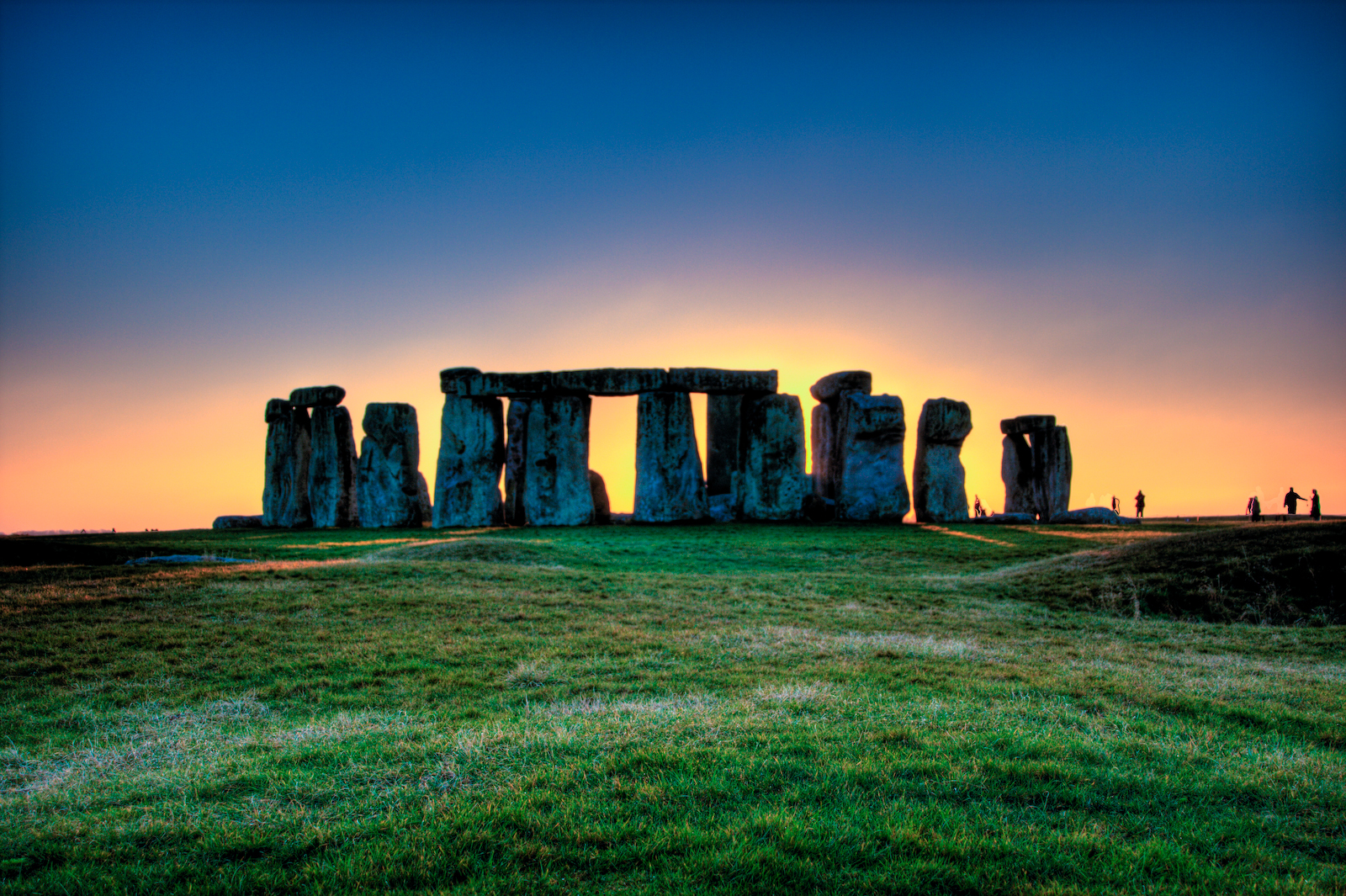
Stonehenge est utilisé comme illustration visuelle.

Le premier Cercle (Kelc'h Unan) est composé de quatre compositions. Beaj (« Voyage vers les espaces intérieurs ») s'ouvre par des sons mystérieux et des bruit de vagues. C'est une déclamation grave et lente d'Alan Stivell, en tibétain, accompagné de sa harpe puis de voix féminines telles une prière bouddhiste (en fait celles de Marie-José et d'une chanteuse irlandaise), une progression en crescendo de percussions et d'instruments : le début de la quête, celle de « l'innommable âme de l'univers », du « paradis perdu de l'atome initial ». Ouverture mystérieuse, pesante et profonde. Le piano vient briser la brume et le chant, ainsi que la harpe, sur un accord majeur, se font cette fois lumineux. Puis la voix d'Alan Stivell se fait fuyante, laissant la place à celle d'une femme interprétant un texte en sanskrit, rappelant les créatures mythologiques qui entraînent les héros vers les autres mondes ; les deux voix se rejoignent ensuite et s'éloignent. Le piano revient pour faire le lien avec le passage qui suit, Hiraezh d'an Amser dremenet ha dazoned (« Nostalgie du Passé et du Futur »). La gwerz Distrein a ran deoc'h (complainte en breton signifiant « Je retourne vers vous »), chantée par Stivell, est prolongée par les voix féminines maghrébines des sœurs du groupe DjurDjura, qui chantent en berbère (tamazight), suivie d'envolées lyriques au son de la bombarde. Loc'h ar Goulenn (« Lac profond que j'interroge ») entremêle le piano, la cornemuse et les questions murmurées à la voix basse par Alan Stivell en algonquin (Amérique du Nord), pour dire le lac premier, celui qui abolit le temps et fut à l'origine de toutes les vies - ceci n'étant pas si éloigné du principe du brahmane hindou. Introduit par un sitar, Divodañ (« La Dissolution ») est d'abord un dialogue entre Stivell, le tamboura, des chœurs féminins, en hommage aux anciens druides, à la force de la pensée et de « l'amour absolu » (Peurgarantez). Puis la musique s'électrifie, devient plus violente sans doute, comme la voix d'Alan Stivell qui récite un texte en quechua - l'une des langues de la civilisation inca - annonçant le chaos et les possibles apocalypses avant la « dissolution dans le Grand Tout »,. Les chœurs et les instruments expriment ce dangereux chaos à la limite de l'insoutenable dissonance avant le retour de la batterie et de la guitare électrique qui introduisent la cornemuse (celle-ci cherche à se faire entendre et joue pour finir un mini-thème important dans l'album). Retour enfin à la clarté celtique.
Le deuxième Cercle (Kelc'h Daou) commence par l'instrumental Emskiant (« La Conscience, la compréhension »), où résonnent l'orgue et d'étranges sonorités (« près du Néant dans le 2e monde parallèle »), avant Kendaskren (« Vibrations avec tous les univers ») où les cordes mènent au retour harmonieux de la harpe puis au chant profond par Stivell d'un texte sanscrit louant « l'harmonie cosmique ». L'espoir renaît et l'on passe alors au cœur de la symphonie : Imram, la narration du voyage dans les contes mythologique Immrama (voir plus haut). Revoici le thème récurrent dans l'œuvre de Stivell de la quête de l'île ; harpe, flûtes, voix du chanteur et des limpides chœurs féminins proclament en breton la possibilité du dépassement (« atteindre la vraie Liberté » en gagnant la confiance en soi) dans le but de reconstruire la Celtie, qui serait comme une « cité de la perfection » ; c'est encore un appel en anglais - où se distinguent les cordes - à la résistance des minorités face aux deux blocs d'alors, de l'Est et de l'Ouest. Dilestrañ (« L'Accostage ») est un joyeux hymne ou prédominent les cornemuses, les bombardes et les voix féminines, puis la guitare électrique, pour dire le bonheur d'un espoir enfin réalisé, avec l'atteinte de « l'île bienheureuse, l'île du Monde Pur, le troisième monde (ou 3e vie, celle de la perfection et de l'Harmonie) ».
Le troisième Cercle (Kelc'h Tri) s'ouvre avec Ar C'hammoù kentañ war an Inisenn (« Les Premiers pas sur l'Île »). L'auditeur s'y promène au son de la harpe et de cris ou de chants d'étranges oiseaux réinventés par les flûtes, bientôt rejoints par les cornemuses. Kawadenn ar Geoged skedus (« Découverte de la Cité rayonnante ») est introduit par le piano, puis chanté en gaélique par Alan Stivell et les chœurs féminins, accompagnés par la flûte. Tout cela est le récit de la découverte « éblouissante » de l'île-paradis (Inis gWenva, paradis des anciens Bretons), celle de l'amour universel, la terre de l'éternelle jeunesse qui donne son titre à la symphonie. Ar Bale treman 'r Geoded (« La Marche vers la Cité ») en est le long prolongement presque onirique et hypnotique, notamment grâce aux chœurs, cordes et hautbois. La symphonie se poursuit avec les quatre compositions de la suite Gouel Hollvedel (« Fête Universelle »), hymne à la fraternité universelle par le chant breton de Stivell et surtout appel à la danse lancé dès son introduction (percussions, bombardes, basse jazz, guitare acoustique...). L'homme s'en revient heureux de sa quête initiatique, ayant fait la paix avec lui-même et le monde. Les instruments traditionnels celtiques et électriques se rejoignent pour proposer aussi une sorte de quintessence - plutôt qu'un résumé - de l'œuvre d'Alan Stivell, des musiques du monde (percussions), en passant par le jazz, jusqu'au kan ha diskan revisité de la fin ; « Je ne pouvais conclure mon album autrement que dans les spirales de danses où s'entrelacent rythmes de gavottes et de jigs, dans l'influence planétaire des soufis ou du jazz-rock. ». La Symphonie s'achève par la cornemuse d'An distro (« Le Retour »), reprenant le thème de Divodan, donc sur un espoir d'amour absolu mais pas totalement optimiste face au « retour brusque au Monde Relatif et Interrogatif » qu'évoque le sous-titre.

### Pochette et disque

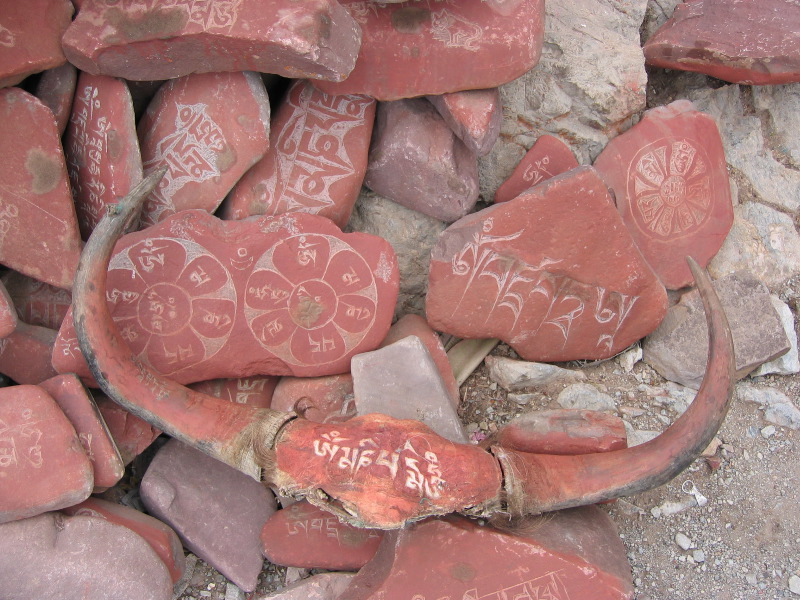
Exemple de mantras gravés sur des pierres.

Sur la pochette, en haut, Symphonie celtique se détache en lettres capitales vert-jaune, puis vient Alan Stivell en lettres stylisées blanches et bleu ciel, et en bas Tir na nog en lettres blanches également stylisées, le tout sur ce qui apparaît comme un ciel étoilé. Guy Bariol, graphiste de CBS, a opté pour une approche typographique autour d'un logo Alan Stivel qui allie le côté celte à une idée de modernité avec une matière métallique réalisée à l'aérographe de couleur bleu acier. Le titre contraste, avec une police en rondeur d'inspiration légèrement "art nouveau", utilisant des teintes vertes plus acides que le fond. Celui-ci est un dégradé bleu-vert évoquant à la fois un ciel étoilé et les profondeurs d'un océan. Le verso, très sobre, est une photo d'Alan Stivell de Claude Jarroir au-dessus des crédits inscrits en blanc, et incrustés sur le même fond qu'au recto (sans la liste des titres). Pour l'intérieur, Alan inséra une photo de Stonehenge extraite du film Tess de Polanski, qui est utilisée en couverture pour la réédition CD. Le graphisme intérieur est de Michel Fournier d'après un mantra du Ier siècle av. J.-C. : un triskell de volutes bleues sur fond bleu nuit, où apparaissent les paroles des chansons et les textes, y compris dans les diverses langues, comme le tibétain ou le sanskrit. Cela renforce l'idée d'un « album concept » universel.

### Spectacle

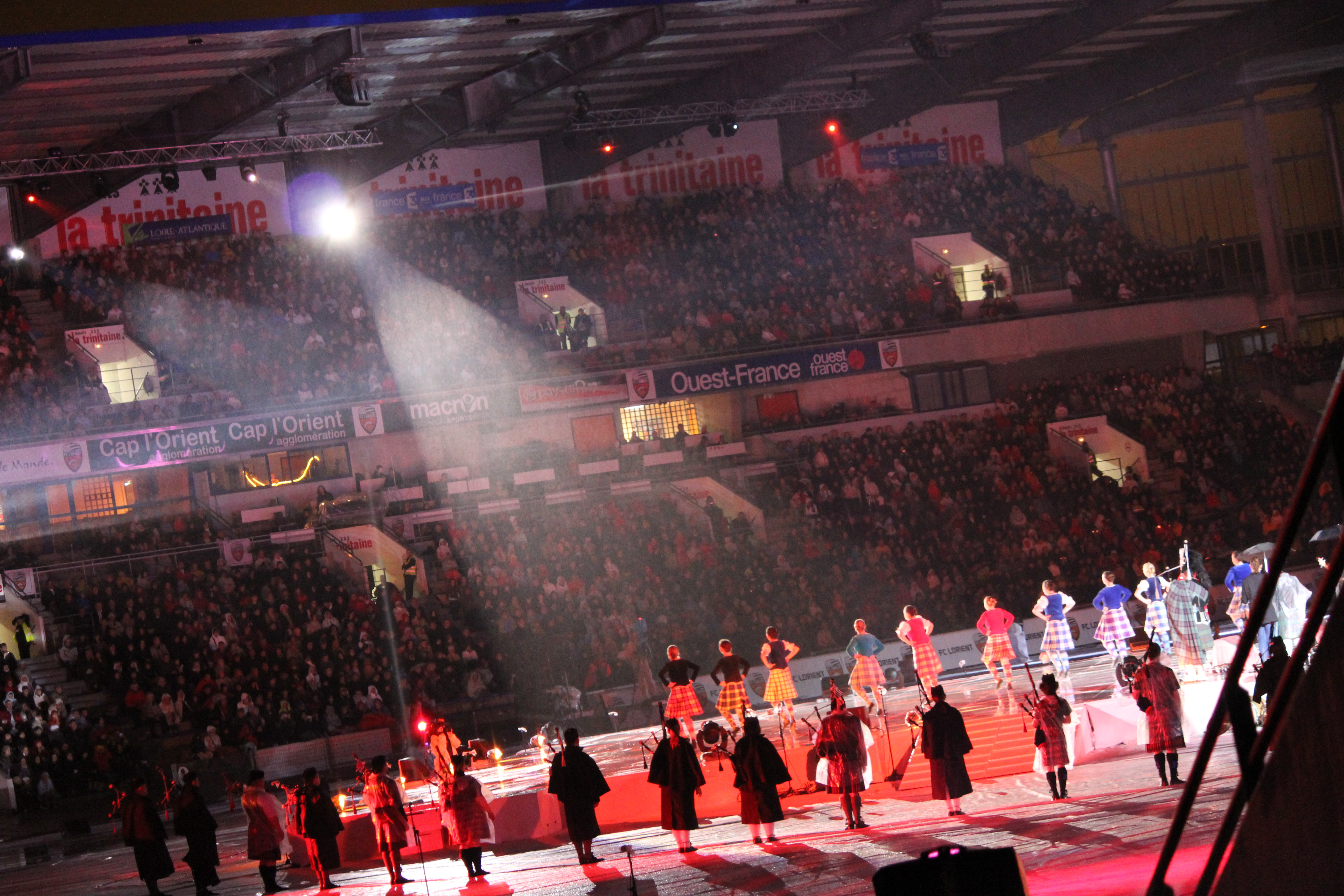
Le Stade du Moustoir lors du festival interceltique de Lorient

Le 1er août 1980, le journal Ouest-France titre « Une création mondiale attendue : "La symphonie celtique" d'Alan Stivell » et le journal Breizh consacre un dossier intitulé « La symphonie celtique d'Alan Stivell, première création mondiale ». La seule exécution publique a lieu au Stade du Moustoir à Lorient le dimanche 3 août 1980.
Jean-Pierre Pichard déclara à propos de l'unique représentation au festival interceltique de Lorient : « Il fallait être fou pour tenter une telle chose. Nous avons gagné. Cette soirée est une grande victoire pour le comité et pour Stivell. Son œuvre entraînera une plus grande collaboration entre des gens aux sensibilités musicales si différentes. Le complexe des musiciens traditionnels à l'égard des pratiquants de la « grande musique » est sans doute terminé. Cela prouve que la musique traditionnelle n'est pas une musique de musée folklorique, mais qu'elle est bien vivante, à l'image du monde. »
Le lendemain, Le canard de Nantes à Brest titre « Stivell au stade symphonique ! » et J. Huchet titre dans Le Télégramme « "Symphonie celtique", Pari gagné pour Stivell au festival de Lorient ». André-Georges Hamon écrit en 1981, dans son livre consacré à 20 ans de chanson bretonne : « La Bretagne, dans sa quête permanente d'elle-même, a vécu le grand instant de la fête. Une fête mille fois répétée dans la tête au front capricornien dégarni d'un Stivell superbe, unique et qui atteint dans cette réalisation l'un de ses buts, celui qui lui permet d'entrer dans la seconde spirale de son itinéraire... »
Dix ans plus tard, il donne un aperçu du spectacle au palais des sports de Kervaric pour le festival interceltique de Lorient 1990, avec notamment un moine du temple bouddhiste de Plouray. Alan Stivell n'exclut pas d'en faire une relecture plus « actuelle » : « Je rêve de réenregistrer la Symphonie celtique en live pour l'amener plus loin. Elle n'a pas été aboutie car à l'époque, ce n'était pas possible ».

## Fiche technique

### Liste des morceaux
| 1).   | Kelc' h Unan : Premier cercle  |       |
|       | 01 - Beaj                      | 4:38  |
|       | 02 - Gwerz 1                   | 3:22  |
|       | 03 - Loc'h ar Goulenn          | 3:43  |
|       | 04 - Divodan                   | 10:16 |
| 2).   | Kelc' h Daou : Deuxième cercle |       |
|       | 05 - Emskiant                  | 3:46  |
|       | 06 - Kendaskren                | 4:01  |
|       | 07 - Imram                     | 8:53  |
|       | 08 - Dilestrañ                 | 4:16  |
| 3).   | Kelc' h Tri : Troisième cercle |       |
|       | 09 - Ar c'hammoù kentañ        | 4:02  |
|       | 10 - Ar Geoded Skedus          | 5:26  |
|       | 11 - Ar bale trema'r Geoded    | 6:41  |
|       | 12 - Ar Geoded Skedus (suite)  | 1:03  |
|       | 13 - Gouel Hollvedel I         | 4:08  |
|       | 14 - Gouel Hollvedel II        | 4:41  |
|       | 15 - Gouel Hollvedel III       | 5:41  |
|       | 16 - Gouel Hollvedel IV        | 3:09  |
|       | 17 - An distro                 | 0:40  |
| 69:00 |                                |       |

### Crédits

#### Équipe artistique
- Alan Stivell: chant, harpes, cornemuse écossaise, bombarde, flûte irlandaise
- Chris Hayward  : flûte traversière et à bec, percussions orientales et autres
- Robby Finkel, Michel Prezman, Dominique Widiez : claviers
- Marc Perru : guitares
- Michel Valy : guitare basse
- Roger Secco : batterie
- Padrig Kerre : violon, mandole, bodhran
- Daniel Hervé : cornemuse irlandaise (uilleann pipes)
- Youenn Sicard, Dominique Le Boucher, Christian Faucheur, Roland Becker : bombardes
- Hervé Renault, Bruno Le Rouzic, Armel Denis, Hubert Raud : cornemuses écossaises
- Yann Fanch Ar Merdy, Loeis Roujon : batterie écossaise
- Roger Berthier, Michel Cron, Pierre Defaye, Jean Gaunet, Didier Saint-Aulaire, Pierre Couzinier, Lucien Pérotin, John Cohen : violons
- Christos Michalakakos, René Brisset, Claude Dambrine, Jean-François Benatar, Daniel Faidherbe, Pierre Cheval, Rémi Brey : altos
- Michel Lacrouts, Jean Lamy, Jacques Wiederker, William Stahl, Jean-Charles Capon, Jean-Jacques Wiederker, Audin : violoncelles
- Willie Lockwood, Yves Chabert : contrebasses
- Emile Mayousse, Michel Descarsin, Claude Maisonneuve : hautbois
- Pierre Gossez : saxophone soprano
- Daniel Neuranter, Michel Aucante, Marc Rolleri, Jean-Louis Fiat : bassons
- Michel Tavernier, Francis Pottiez : contrebassons
- Jean-Jacques Justaire, Yves Valada, Patrick Petitdidier, Jean-Paul Quennesson : cors
- Bernard Marchais, Guy Bardet : bugles
- Chœur dirigé par Christiane Legrand, avec Nicole Darde, Anne Germain, Claudine Meunier, Jean Cussac, José Germain, Anton Elder, Michel Barouille, Joseph Novés, Françoise Walle
- DjurDjura : groupe de femmes algériennes chant berbère
- Texte dit par : Marie-José Cochevelou
- Maire Fenton : chanteuse irlandaise
- Uña Ramos : kena
- Narendra Bataju : sitar
- Mrs Bataju : tampura

#### Équipe technique
- Réalisation par Alan Stivell
- Orchestration par Alan Stivell, Christopher Hayward et Michel Prezman
- Enregistré par Patrice Queff (Studio Miraval), Bruno Lambert (Studio de la Grande Armée), Guy Salomon (Studio 10), Benoît Kaufman et Charles Raucher (Studio Johanna), Gilbert Grenier (Studio 1, Le Chien Jaune), Alain Cluzeau, assisté de Michel Etchegaray et Richard Gallet (Studio Acousti)
- Mixé par Colin Stuart Caldwell assisté de Michel Etchegaray et Richard Gallet (Studio Acousti)
- Master digital effectué à partir de l’enregistrement original par Yves Delaunay et Patrice Decomaron (Dyam Music)
- Adaptateurs de textes : Bernard Assiniwi (algonquin), Djura (berbère), Marie-Claude Porcher (sanskrit), Pema Dorjee (tibétain), Denis Hegarty et Jim Armstrong (irlandais), O. Gutierez et L. Cornejo (quechua-collao)
- Textes et compositions musicales, Orchestrations : Alan Stivell avec la collaboration de Chris Hayward et Michel Prezman
- Graphisme : Guy Bariol (pochette recto) et Michel Fournier (pochettes interieures, d'après une mentra du Ier siècle av. J.-C.)
- Design : Nuit de Chine
- Photos : Roman Polanski (Stonehenge du film Tess), Claude Jarroir (verso)
- Remastering : Jean-Pierre Chalbos / Studio la Source Paris.